# Sandomierz
Sandomierz [sanˈdɔmʲɛʃ] (deutsch Sandomir) ist eine Stadt an der Weichsel in Südostpolen mit etwa 25.000 Einwohnern (Stand 30. Juni 2014). Die Stadt liegt in der 1999 neu geformten Woiwodschaft Heiligkreuz (Świętokrzyskie), vorher in der Woiwodschaft Tarnobrzeg (1975–1998).

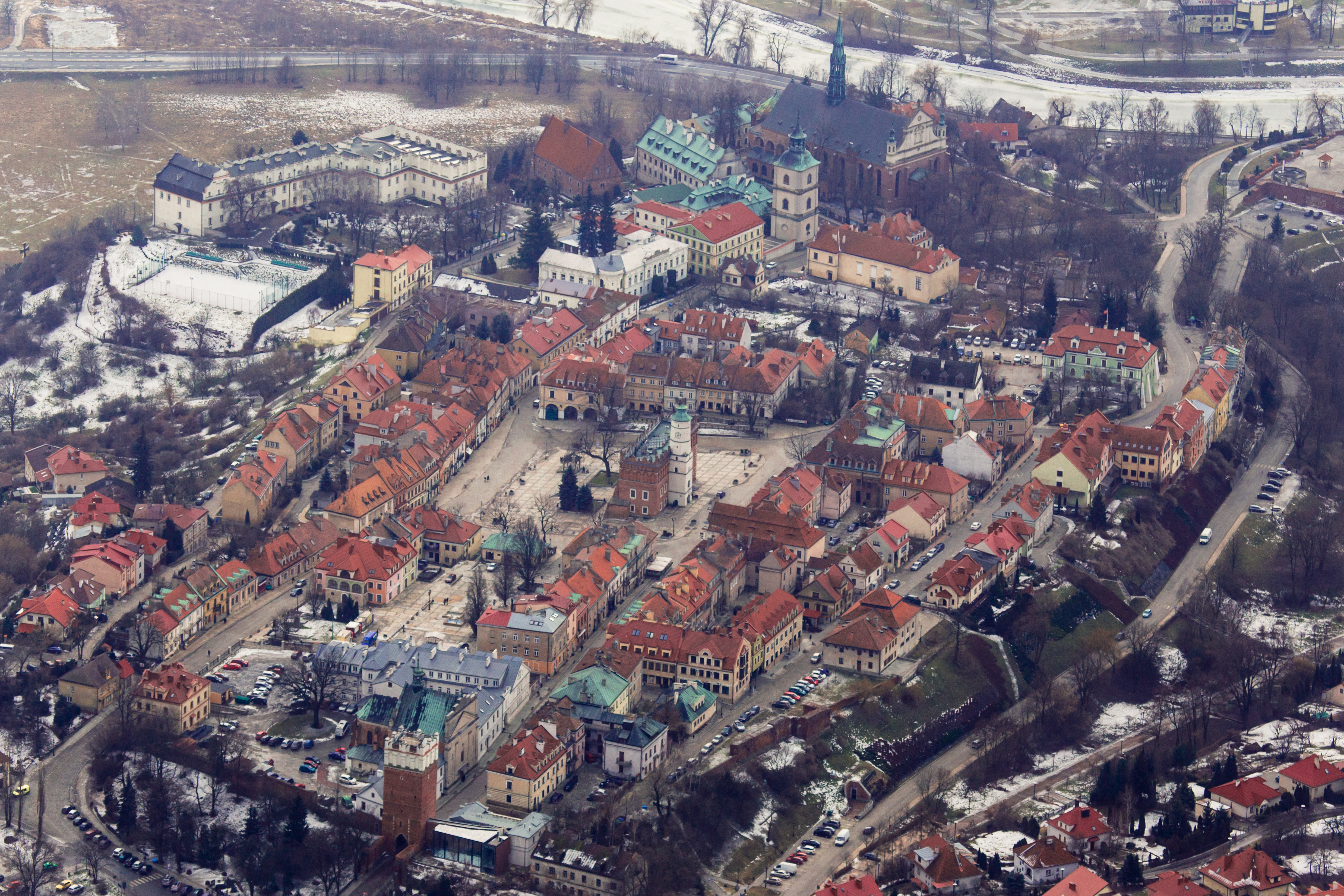
Luftbild der Altstadt von Sandomierz

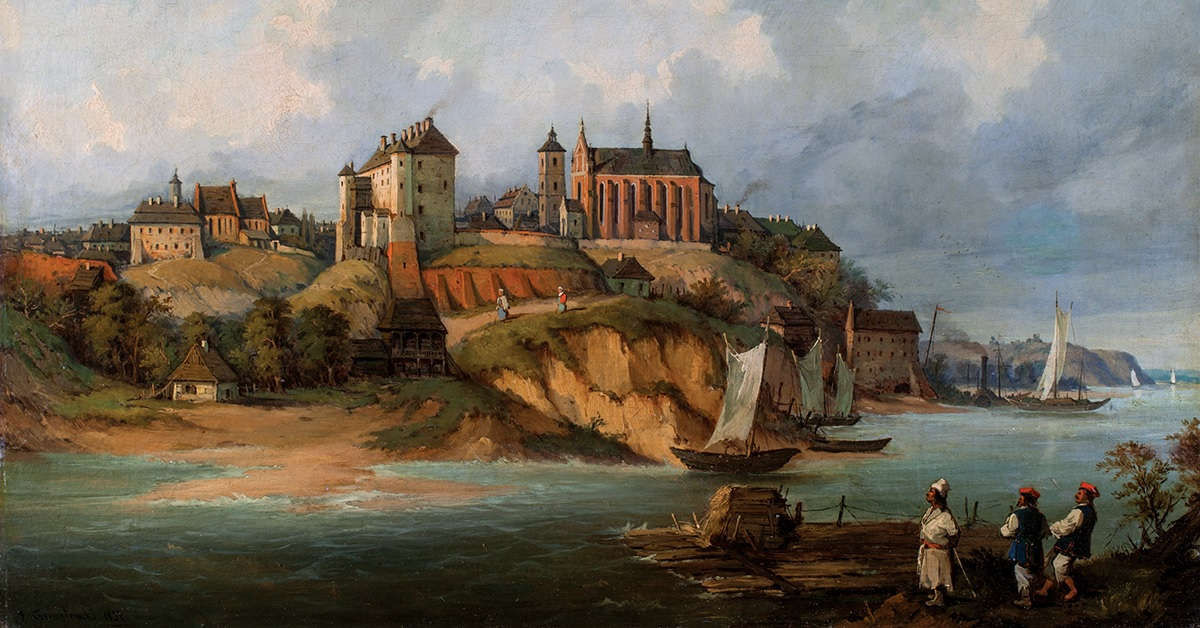
Sandomierz 1855, Gemälde von Józef Szermentowski

## Geschichte

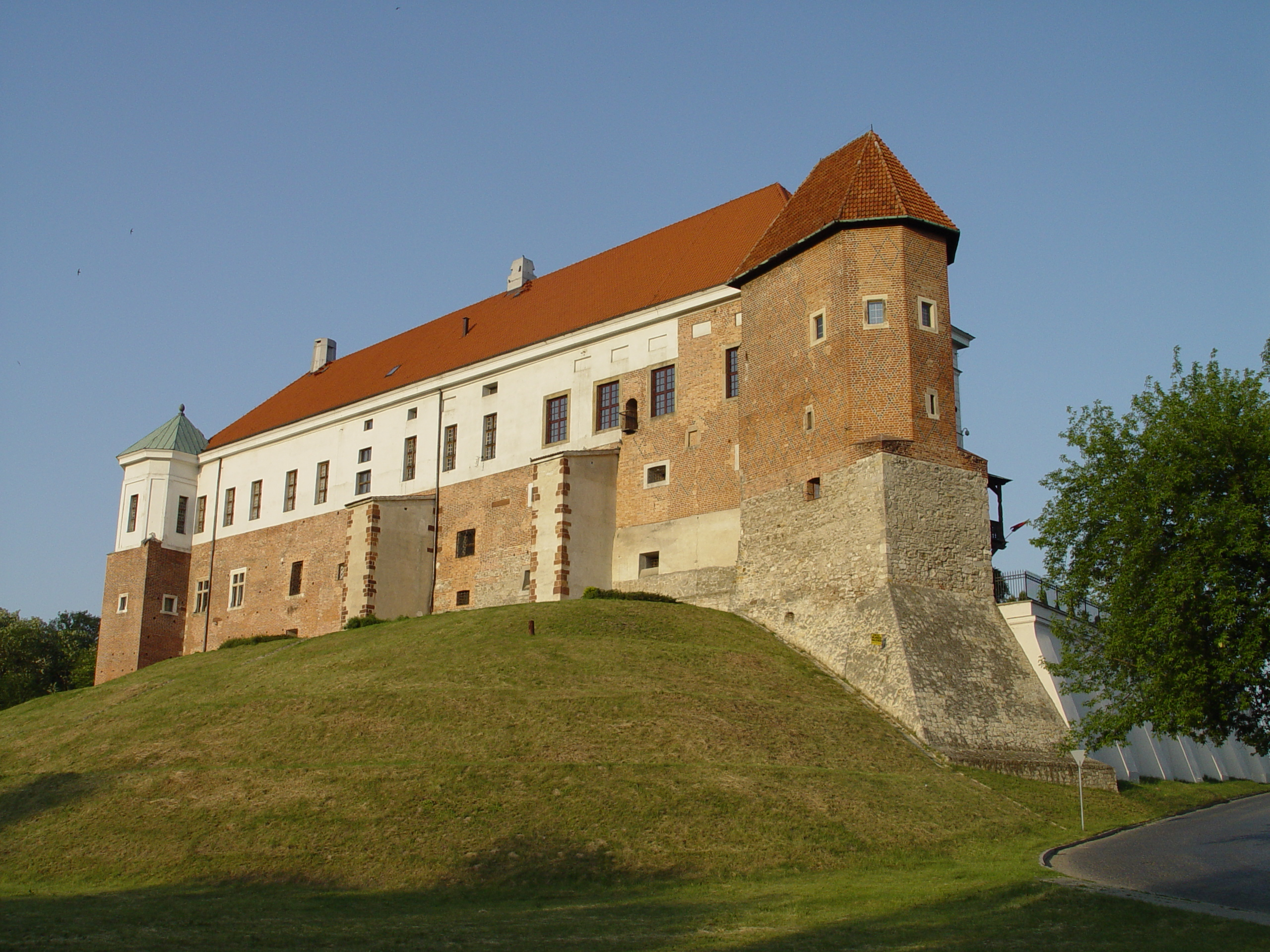
Blick zur Burg

### Mittelalter
Die Stadt Sandomierz zählt zu den bedeutendsten Städten im polnischen Abschnitt der Via Regia und wurde bereits im 10. Jahrhundert erstmals urkundlich erwähnt. Sie wurde 1138 zum Zentrum und Hauptort eines kleinpolnischen Herzogtums Sandomir. Sandomierz wurde daher häufig von polnischen Königen besucht. Das Stadtrecht wurde Sandomierz im Jahre 1236 verliehen. Beim Mongolensturm 1241 wurde die Stadt geplündert. In der Belagerung von 1259 eroberten Tataren die Stadt und brannten sie teilweise nieder, darunter die Marienkirche. 1286 verfügte Herzog Leszek der Schwarze die Neugründung der Stadt nach Magdeburger Recht. Der polnische König Kasimir III. verbriefte und erweiterte 1366 die Rechte der Stadt, in deren Schloss er mehrfach residierte. Die damalige Bedeutung der Stadt zeigt sich auch daran, dass König Kasimir III. Sandomir in seinen Herrschertitel aufnahm: „König von Polen und Russland, Herr und Erbe der Länder und Herzogtümer von Krakau, Sandomir ...“ (Rex Polonie et Russie, nec non Cracovie, Sandomirie ... Terrarum et Ducatuum Dominus et Heres). Seit dem 14. Jahrhundert war Sandomir die Hauptstadt der Woiwodschaft Sandomir.
Das heutige Stadtbild der Altstadt geht im Wesentlichen auf die zweite Hälfte des 14. Jahrhunderts zurück. Die Altstadt war damals von einer Stadtmauer umgeben, ihre Ausdehnung betrug etwa 600 Meter in Nord-Süd-Richtung und 200 Meter in Ost-West-Richtung. Im Stadtzentrum befindet sich der Marktplatz Rynek mit dem Rathaus. Am südlichen Stadttor befand sich der Zugang zu den Hafenanlagen an der Weichsel und zur Burg der Herzöge, die sich außerhalb der Stadtbefestigung auf dem Hochufer der Weichsel befindet. Am nördlichen Stadttor (Opatower Tor) befindet sich das Heiliggeist-Spital, als frühe caritative Stiftung und Pflegeheim für Alte und Kranke.

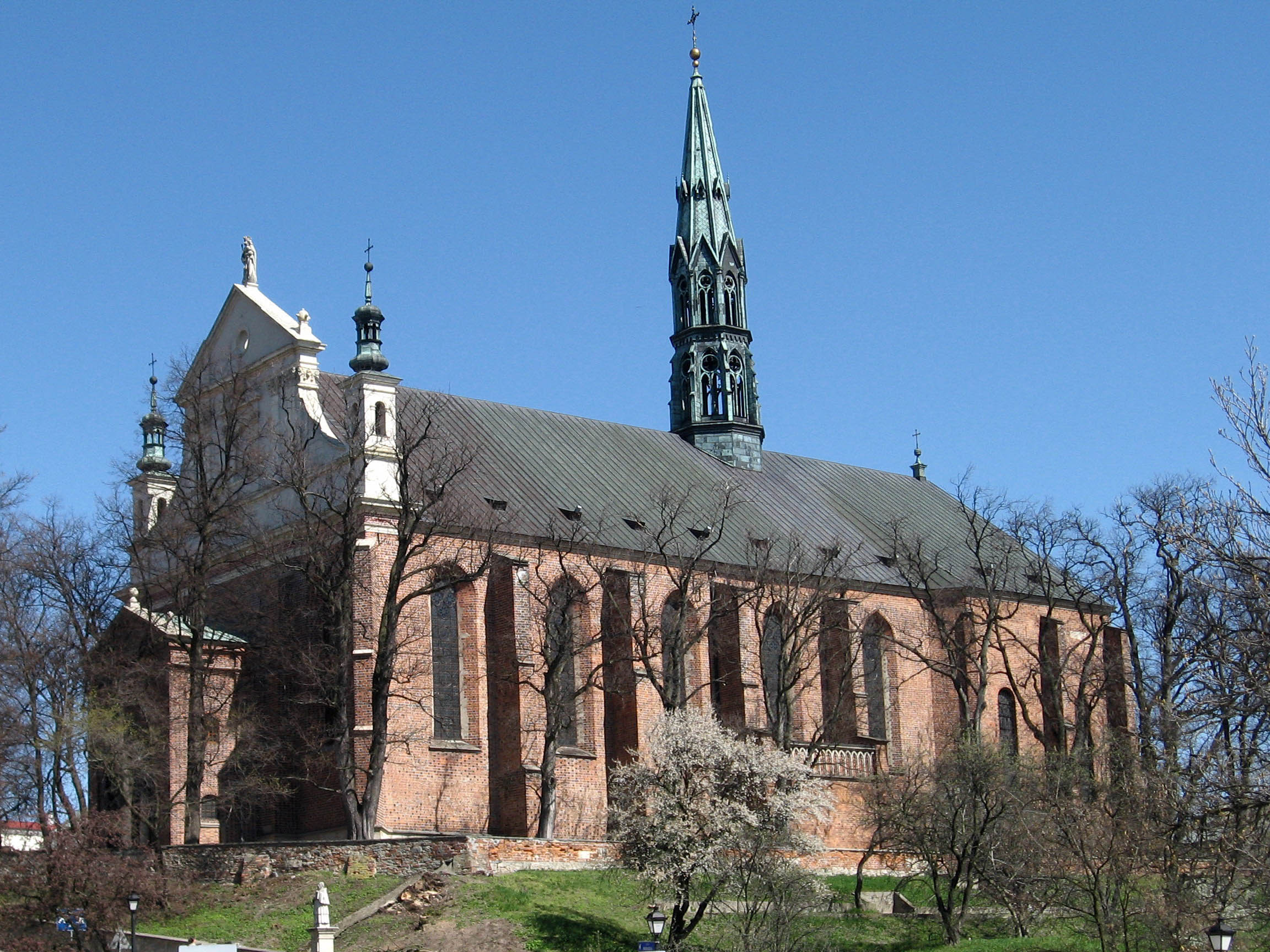
Kathedrale

Die einstige Stiftskirche (begonnen um 1360) in der südlichen Altstadt wurde 1818 in den Rang einer Kathedrale erhoben. Außerhalb der schützenden Stadtbefestigung befinden sich die Michaeliskirche mit angeschlossenem Benediktinerinnen-Kloster und das sogenannte Reformierten-Kloster sowie das Dominikanerkloster. In Sandomierz war auch schon früh eine jüdische Gemeinde ansässig, deren Synagoge an der westlichen Stadtmauer in der Basztowa-Gasse steht.

### Frühe Neuzeit
Die wirtschaftliche Grundlage der Stadtbevölkerung bildete neben dem Handwerk der Getreidehandel auf der Weichsel, ihm verdankt die Stadt eine kulturelle Blüte im 16. Jahrhundert. Rings um den Markt trifft man auf Bürgerhäuser, die über gut erhaltene und miteinander durch Gänge verbundene Wein- und Lagerkeller verfügen.
1570 verständigten sich Abgesandte der polnischen Lutheraner, Reformierten und Böhmischen Brüder in Sandomierz auf den Consensus Sandomiriensis, eine Übereinkunft, mit der sie die Rechtmäßigkeit ihrer jeweiligen Konfessionen anerkannten und sich zu wechselseitiger Unterstützung verpflichteten.
Im Zweiten Nordischen Krieg nahmen schwedische Truppen 1655 Sandomierz ein. Der Krieg machte der städtischen Blütezeit ein Ende.
Nachdem der schwedische König Karl XII. im Großen Nordischen Krieg Warschau und Krakau erobert hatte, musste sich der sächsisch-polnische König August mit seinen Truppen 1702 nach Sandomierz zurückziehen. Vertreter polnischer Adelsfamilien, die König August unterstützten, schlossen sich in der Konföderation von Sandomir zusammen. Am 8. Dezember 1715 schlügen die königliche Truppen die Aufständischen im Gefecht bei Sandomir.

### 19. und 20. Jahrhundert
Im 19. Jahrhundert prägte Subsistenz-Wirtschaft mit Landwirtschaft und Gewerbe hauptsächlich zur erweiterten Selbstversorgung die Kleinstadt mit rund 3'000 Einwohnern. Im Österreichischen Feldzug gegen das Herzogtum Warschau 1809 rückten österreichische Truppen in Sandomierz ein, mussten die Stadt jedoch nach einem verlorenen Gefecht gegen polnische Truppen unter Führung von Stanisław Potocki (1776–1830) am 18. Mai 1809 wieder räumen.
Die vierte Auflage von Meyers Konversations-Lexikon vermerkt zu Sandomir: „Kreisstadt im polnisch-russischen Gouvernement Radom, ... hat ein altes Schloss auf steilem Felsen, ein Gymnasium, zwei Zuckerfabriken und (1885) 5905 Einwohner.“ Die Stadt litt im 19. Jahrhundert an ihrer Lage direkt an der Grenze zwischen Russland und Österreich-Ungarn. 1931 hatte sie immerhin bereits 7900 Einwohner.
In der Zeit der Zweiten Polnischen Republik wurde Sandomierz zum Zentrum eines zu schaffenden Industriegebietes bestimmt. Infolge des Zweiten Weltkriegs wurde dieses Vorhaben nicht verwirklicht. Beim Vorrücken der Roten Armee 1944 verhinderte der von dem malerischen Stadtbild beeindruckte Artilleriekommandeur, Oberst Skopenko, die Beschießung der Stadt, indem er den erhaltenen Befehl ignorierte. Angesichts ihrer aussichtslosen Situation kapitulierten die deutschen Einheiten, die die Stadt zu verteidigen hatten, kampflos, womit die Altstadt fast unbeschädigt den Krieg überstand.

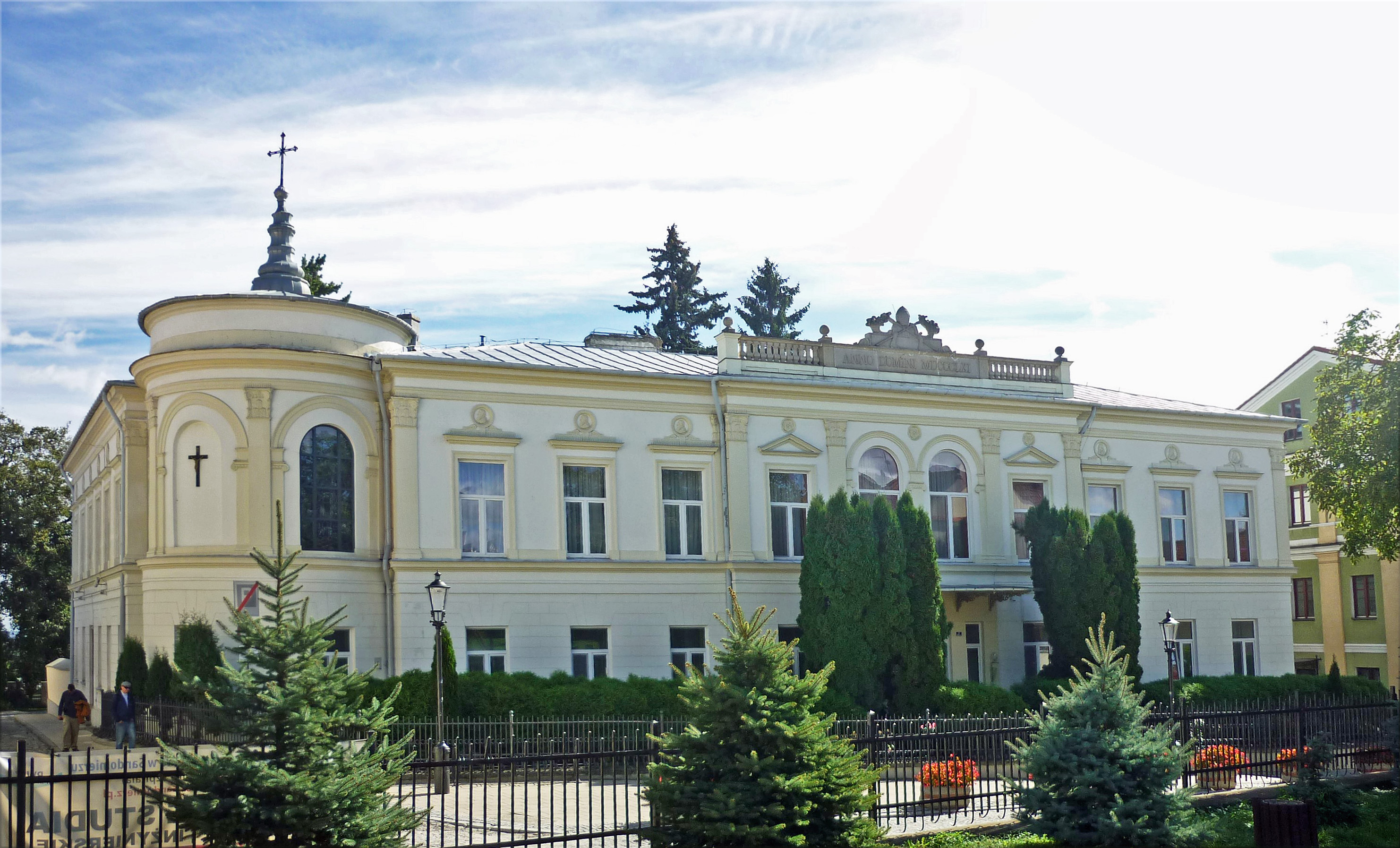
Diözesankurie

## Sehenswürdigkeiten

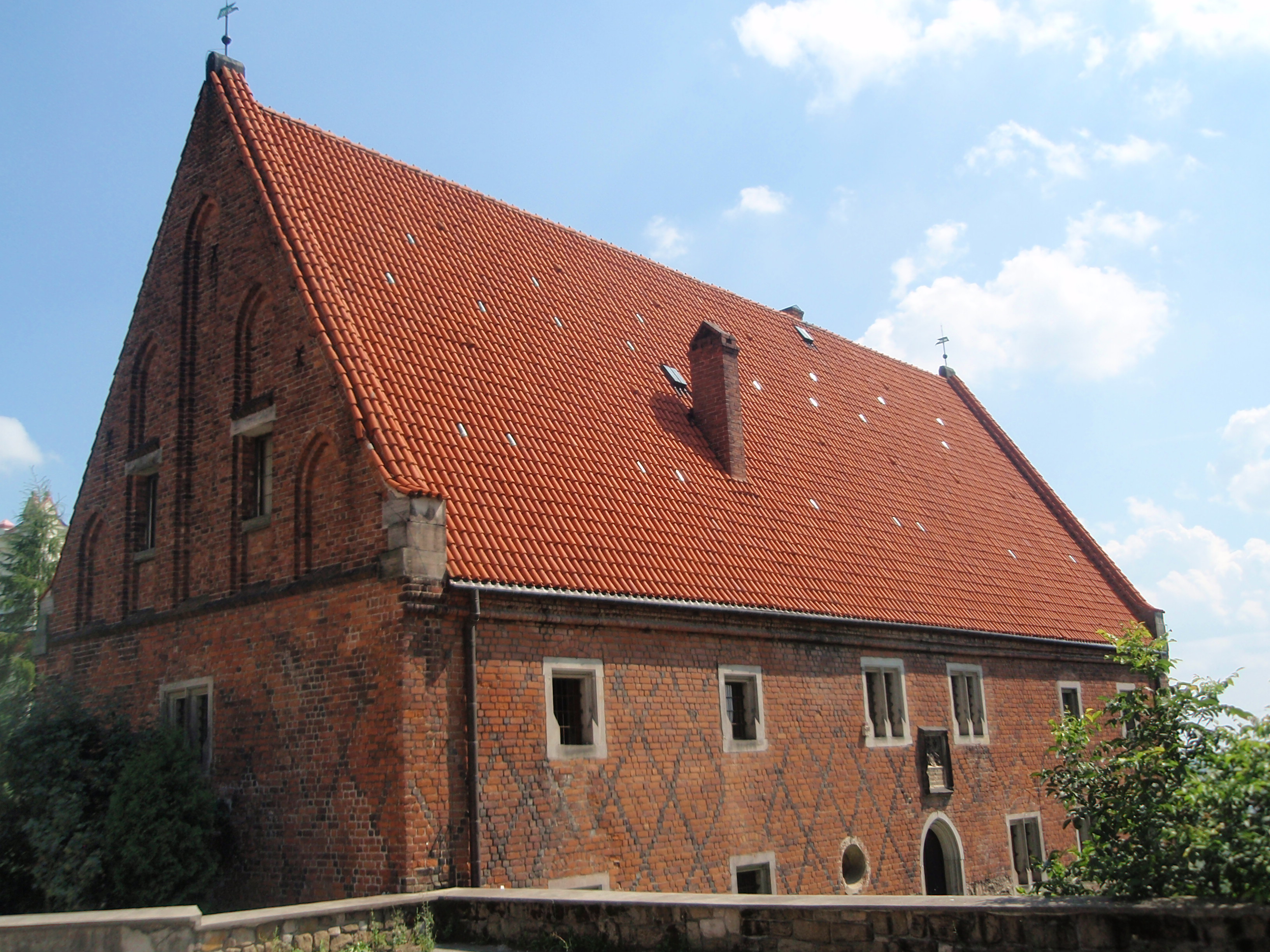
Diözesanmuseum (Dom J. Dlugosza)

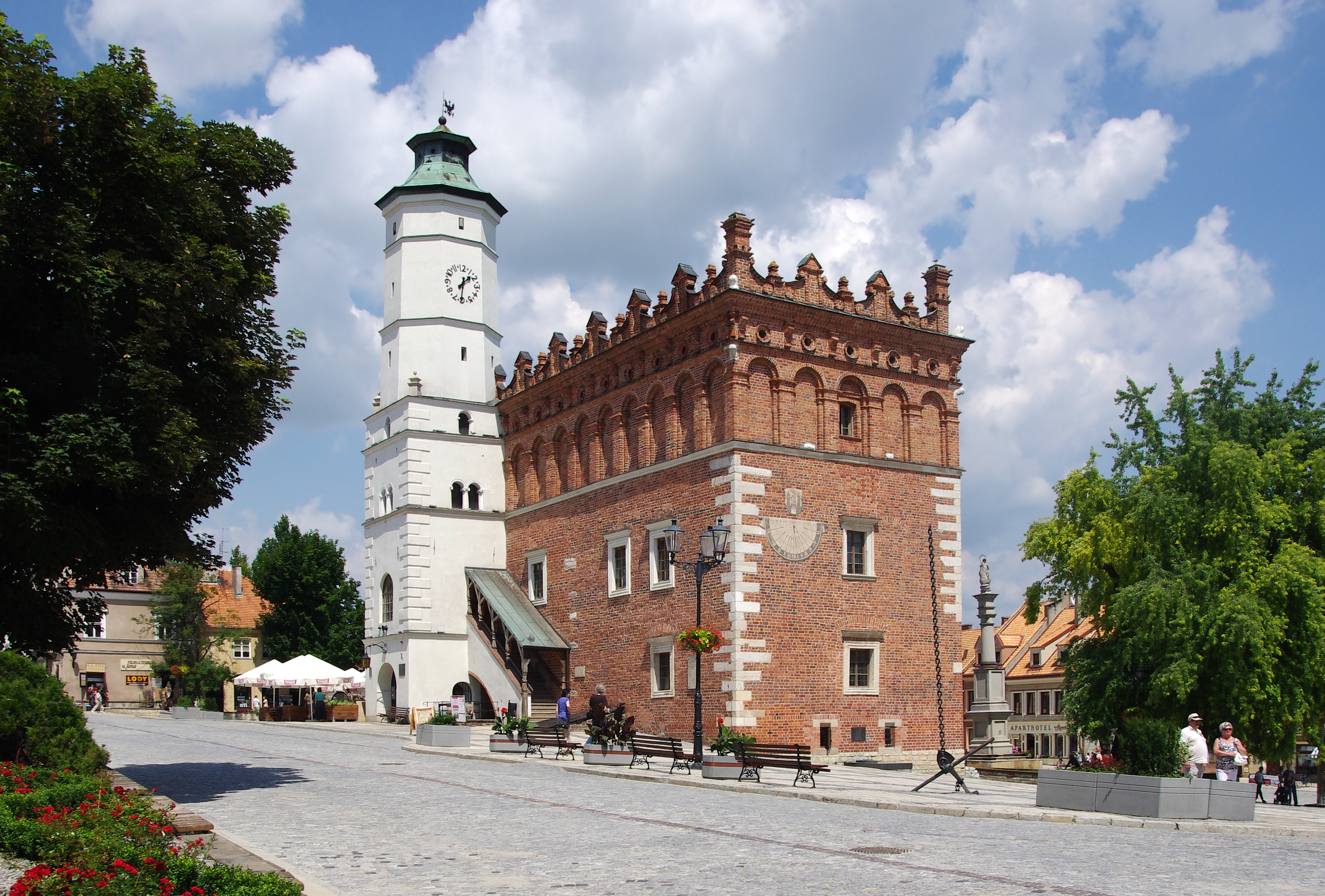
Rathaus

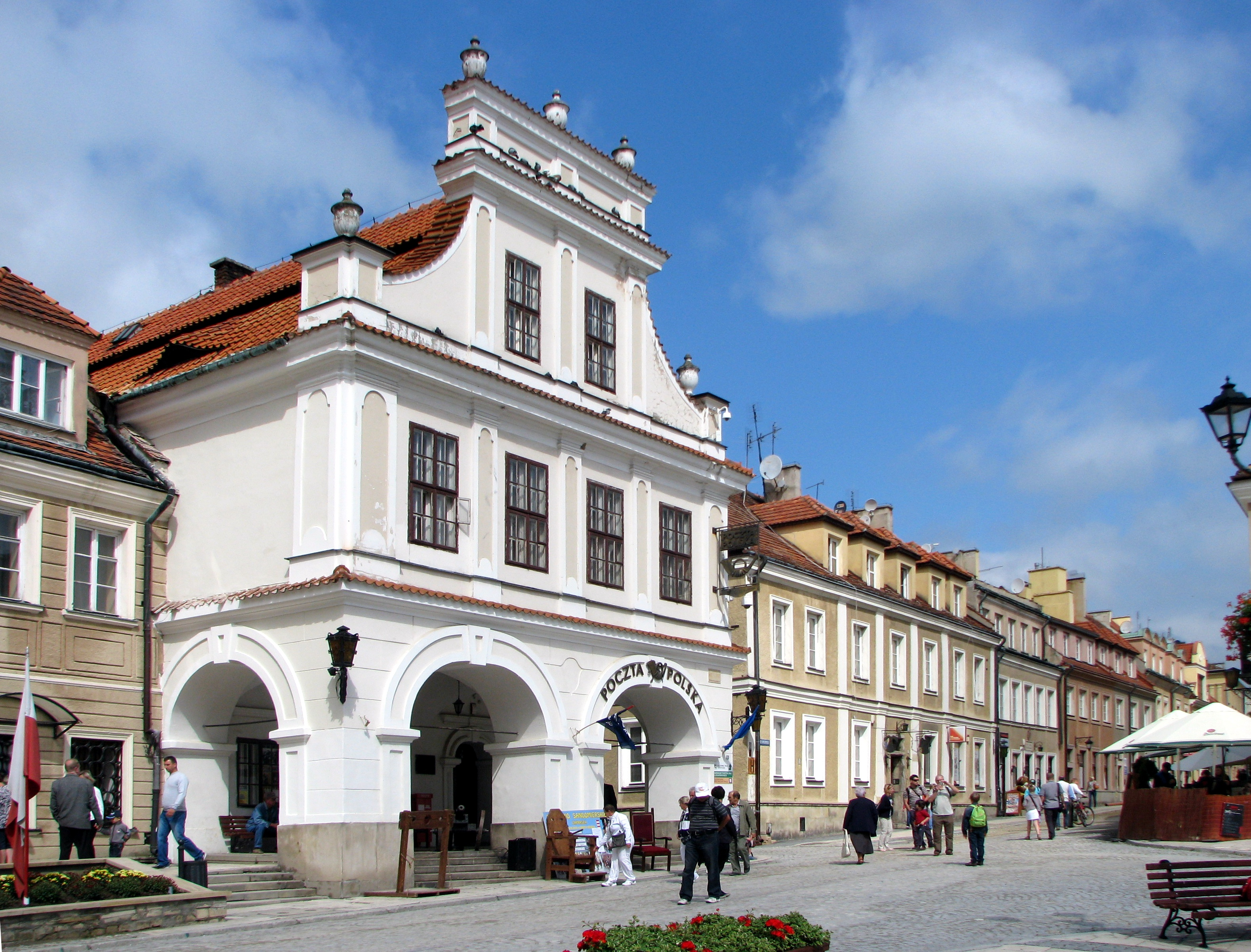
Oleśnickihaus Rynek 10 (heute Postamt)

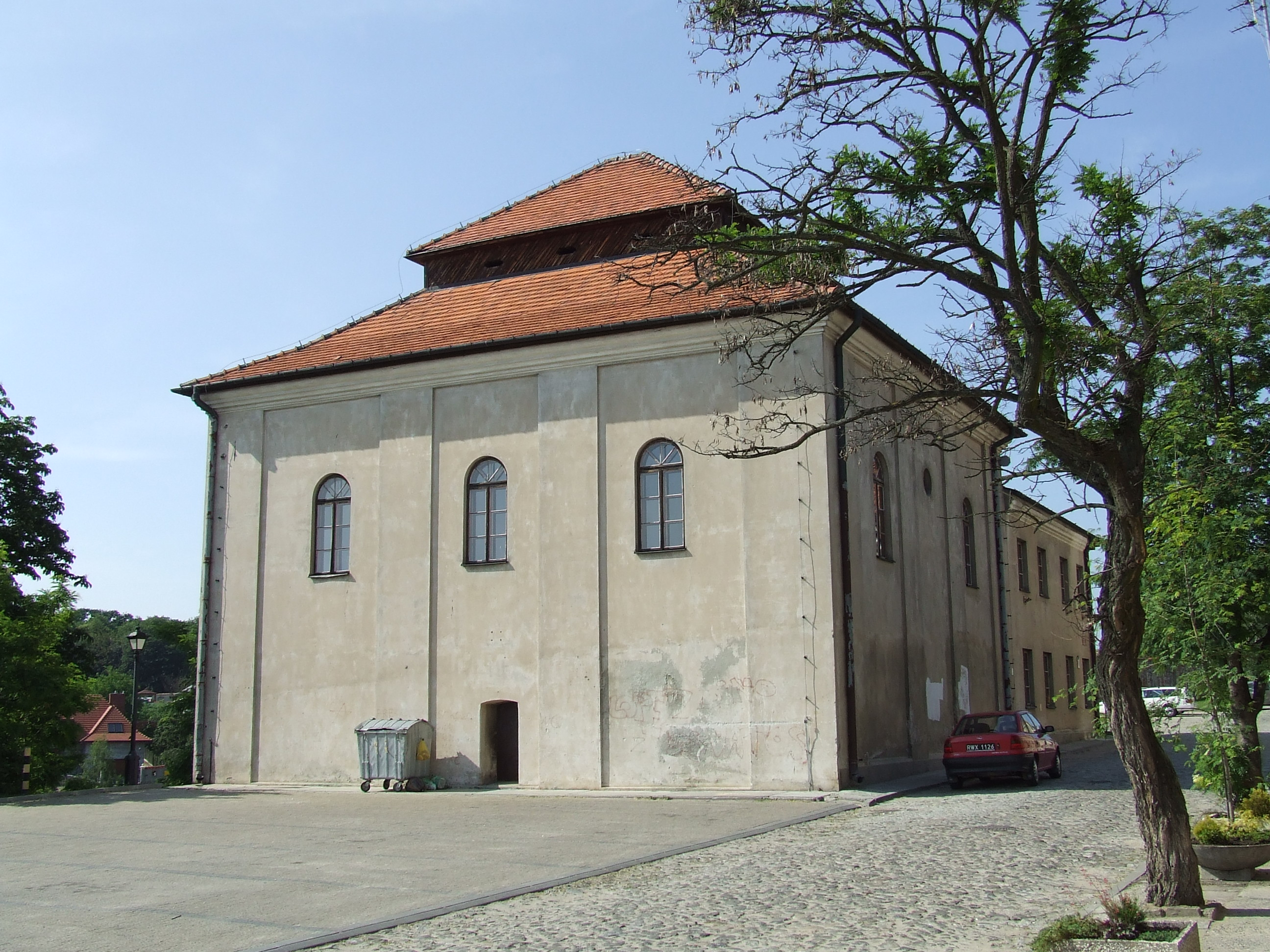
Ehemalige Synagoge

Die Altstadt von Sandomierz ist eine der besterhaltenen in Polen. Ihre städtebauliche Struktur mit dem großen Stary Rynek (Altmarkt) ist typisch für die zweite Hälfte des 14. Jahrhunderts.

### Romanik
- Sankt-Jakobs-Kirche (Św. Jakub), 1226, romanisch, ältestes ganz aus Backstein errichtetes Gebäude im Königreich Polen, mit dem Dominikanerkloster

### Gotik
- Kathedrale St. Marien, 1340, mit frei stehendem Glockenturm
- Rathaus (gotisch 14. Jahrhundert, im 16. Jahrhundert umgebaut)
- Opatower Tor (Brama Opatowska), 14. Jahrhundert
- Heiliggeistkirche (Św. Duch), 14. Jahrhundert
- Długosz-Haus (Dom Długosza), nach seinem Stifter benannt, heute Diözesanmuseum

### Renaissance
- Collegium Gostomianum, 1604–1615 von Michał Hintz erbaut, ursprünglich ein Jesuitenkollegium, eine der ältesten Schulen Polens
- Haus Nr. 4 am Stary Rynek mit Spätrenaissanceportal

### Barock
- mehrere Häuser am Stary Rynek:
  - Haus Nr. 5 Bobola–Konvikt, ehem. Wohnheim für Schüler
  - Haus Nr. 10 Oleśnickihaus, hier wurde der Konsens von Sandomierz geschlossen, jetzt Postamt, erbaut um 1600
  - Haus Nr. 12 ehemalige Hauptwache
  - Haus Nr. 14 Haus des Komponisten Mikołaj Gomółka
  - Haus Nr. 23 Kojszor-Haus
  - Haus Nr. 27 Łazarczyk-Haus „Zum Schnabelschuh“
- Das Schloss, ursprünglich eine Burg aus dem 14. Jahrhundert, wurde 1525 im Renaissancestil umgebaut, erhielt aber sein heutiges Aussehen erst nach der Zerstörung durch die Schweden im Jahr 1655
- Die Erzengel-Michael-Kirche (aus dem 17. Jahrhundert von Michał Link) mit Benediktinerinnenkloster und Priesterseminar
- St. Paul (Św. Pawel) (Altarraum Infanticidium Simon von Trient[14])
- Die Josephskirche (1697) mit dem ehemaligen Reformaten-Kloster
- Die Synagoge von Sandomierz, ein 1768 erbautes Backsteingebäude im Westen der Altstadt, erlitt im Zweiten Weltkrieg Zerstörungen und dient heute als Staatsarchiv
- Der Speicher, 1696 für die Sandomierzer Kollegiatkirche erbaut, ursprünglich am Weichselhafen gelegen

## Verkehr
Sandomierz wird noch von einem Fernzugpaar über die Bahnstrecke Łódź–Dębica bedient, das über eine Verbindungsstrecke zur Bahnstrecke Sobów–Stalowa Wola Richtung Stalowa Wola weiter verkehrt.
- Droga krajowa 79
- Droga krajowa 77

## Partnerstädte
Sandomierz unterhält mit folgenden Städten Partnerschaften (in Klammern das Jahr der Etablierung):
Emmendingen, Deutschland (1990)
Ostroh, Ukraine
Newark on Trent, England

## Söhne und Töchter der Stadt
- Mikołaj Gomółka (* um 1535; † nach 1591, wahrscheinlich 1609), Musiker und Komponist
- Tomasz Kowalkowski z Kowalikowa h. Przeginia (* um 1565; † 1646), königlicher Notar, Interimsrichter von Sandomierz
- Jerzy Ossoliński (1595–1650), Staatsmann
- Ignacy Maciejowski (1835–1901), Schriftsteller, Dramatiker und Literaturkritiker
- Samuel Finkelstein (1890–1942), Maler
- Andrzej Schinzel (1937–2021), Mathematiker
- Józef Janek Szlajfsztajn (* 1941), Holocaustüberlebender
- Piotr Nurowski (1945–2010), Sportfunktionär und Opfer des Flugunfalls bei Smolensk
- Leszek Cieślik (* 1955), Politiker
- Edyta Bielak-Jomaa (* 1972), Juristin, Datenschutzbeauftragte
- Jarosław Kowalski (* 1974), Snookerspieler
- Maciej Płaza (* 1976), Prosaschriftsteller, Übersetzer und Literaturkritiker
- Karol Bielecki (* 1982), Handballer
- Wiktor Chabel (* 1985), Ruderer
- Karolina Kołeczek (* 1993), Leichtathletin

## Trivia
Die Novelle Das Kloster bei Sendomir von Franz Grillparzer spielt wie der Titel sagt in einem Kloster bei
Sandomierz.